# مارشن من‌هانتر
مارشن من‌هانتر (به انگلیسی: Martian Manhunter) یک شخصیت خیالی ابرقهرمان در کتاب‌های کامیک آمریکایی منتشر شده توسط دی‌سی کامیکس است. این شخصیت توسط ژوزف ساماکسون و جو سرتا ایجاد شده‌است، که اولین بار، در شمارهٔ ۲۲۵ مجلهٔ کمیک‌های کارآگاهی در نوامبر ۱۹۵۵ معرفی شد. او یکی از هشت عضو اصلی گروه لیگ عدالت آمریکا محسوب می‌شود. او یکی از شخصیت‌های اصلی مجموعه تلویزیونی سوپرگرل است و نقش او را دیوید هیروود بازی کرده‌است. این شخصیت در سایر مجموعه‌های «دنیای تلویزیونی دی‌سی (ارو ورس)» نیز حضور دارد.

## قدرت و توانایی‌ها
مارشن من‌هانتر مانند اغلب مریخی‌ها دارای قدرت‌های فراوانی‌ست از جمله قدرت بدنی مافوق انسان، سرعت زیاد، پرواز، لمس ناپذیری، نامرئی شدن و دید حرارتی. معروف‌ترین و اصلی‌ترین قدرت وی دورآگاهی و تغییر شکل است.

### جسمی
مارشن من‌هانتر اغلب اوقات شکل کارآگاه جان جونز را به خود می‌گیرد تا بتواند خود را میان مردم پنهان کند. او در تغییر شکل مهارت بسیار دارد و بیشتر اوقات در هنگام مبارزه یک جفت دست اضافی برای خود درست می‌کند تا قدرتش را افزایش بدهد مانند وقتی که سیاره زمین را به همراه سوپرمن و واندر وومن جابه‌جا کرد و وقتی ماه را نابود کرد و وقتی سفینه خیلی بزرگی را که ممکن بود به زمین اصابت کند متوقف کرد. جدا از قدرت بدنی زیاد او می‌تواند سفت یا نرم شود و از راه کنترل تراکمش نامحسوس شود یا نفوذ ناپذیر بشود یا اعضای بدنش را تبدیل به سلاح بکند و می‌تواند با سرعت تقریباً برابر با سرعت سوپرمن حرکت کند هرچند خود او گفته که اندازه سوپرمن سریع نیست. او در حالت نامرئی می‌تواند از چشم امثال سوپرمن هم ناپدید شود و یک پرتو خاص دارد به نام پرتو مریخی که منبع آن هنوز نامشخص است اما حرارت آن به اندازه دید حرارتی سوپرمن ثبت شده‌است.

### ذهنی/روانی
جان قدرتمندترین نیروی دورآگاهی روی زمین را دارد و می‌تواند بر روی ذهن افرادی چون اسپکتر یا دکتر فیت تأثیر بگذارد و آن‌ها را کنترل کند و حتی آکوامن هم یک بار گفته که نیروی تله‌پاتی جان از سایر نژاد مریخیان قدرتمندتر است. جان می‌تواند ذهن همه ابرقهرمانان را به صورت هم‌زمان از ماه به تمام نقاط زمین پیوند بزند و حتی یک بار ذهن تمام موجودات کهکشان را اسکن کرد تا ببیند کسی شادی مطلق را تجربه می‌کند یا نه. او می‌تواند ذهن تمام موجودات زمین را بخواند و قدرت تله‌پاتی‌اش به او اجازه می‌دهد تا توهمات بسیار واقعی ایجاد کند یا از طریق تله‌پاتی دیگران را تعقیب کند و به محل حضورشان پی ببرد یا ذهنشان را خاموش کند. کنترل ذهن افراد، مالکیت ذهن، انفجار مغز (یکی از کشنده‌ترین نیروهایش است)، سپر ذهنی، برون‌افکنی اختری، القای خواب، برنامه‌ریزی مجدد یا طرح‌ریزی دوباره ذهن، ریختن اطلاعات در ذهن دیگران از دیگر توانایی‌های اوست. قدرت کنترل ذهن جان به او این اجازه را می‌دهد که ذهن دیوانه‌ای مثل جوکر را کنترل کند و او را موقتاً عاقل کند، یا اینکه ذهن چندین مریخی سفید را به‌طور همزمان کنترل کند. نیروی سپر ذهنی او به اندازه‌ای قدرتمند است که می‌تواند ذهن خود و اطرافیانش را از حمله ذهنی محافظت کند.

### حواس مریخی تقویت شده
مریخ ویژن (یا دید مریخی) به اجازه می‌دهد تا تمام طیف‌های مختلف را ببیند یا دید اشعه ایکس داشته باشد و پرتویی به به نام پرتو مریخی دارد که در طی دوران مختلف تغییرات زیادی کرده‌است این پرتو می‌تواند سبب تجزیه اجسام یا موجودات شود و احتمالاً توانایی اشتعال زایی ندارد، جان دارای نه حس است که باعث می‌شود نسبت به انسان‌ها درک بیشتری داشته باشد.

### مهارت‌ها و استعداد طبیعی
جدا از قدرت فوق بشری، جان یک کارآگاه ماهر است و حتی بتمن هم در پرونده او نوشته‌است جان آمیزه‌ای از سوپرمن و شوالیه تاریکی‌ست.

### ضعف و محدودیت‌ها
یکی از خصلت‌های جان آسیب‌پذیری در برابر آتش است. گرچه این نقطه ضعف از آغاز از خصوصیات این شخصیت بوده‌است نویسندگان مختلف آن را به شکل‌های گوناگونی نشان داده‌اند. جان در ابتدا، در هیبت مریخی خود، نسبت به آتش ضعف نشان می‌داد، به مرور این نقطه ضعف به ترسی درونی نسبت به آتش تبدیل شد، آتش پاشنه آشیل او شد، معادل ضعف سوپرمن نسبت به کریپتونایت. جان وقتی در معرض آتش قرار می‌گیرد فرم فیزیکی بدنش را از دست می‌دهد و تبدیل به یک شکل خمیر مانند می‌شود و حتی گفته می‌شود که آتش قویترین سلاح مریخی‌ها یعنی ذهنشان را از کار می‌اندازد.
داستان این ضعف می‌رسد به سال‌ها قبل که مریخی‌ها همه از یک نژاد بودند و علاقه زیادی به فتح و نابود کردن داشتند و همه جا را با آتش نابود می‌کردند، برای همین نگهبانان جهان ترسی از آتش در دل مریخی انداختند تا دیگر نتوانند جهان را به آتش بکشند و سطح قدرت اصلی شان را کشف کنند و آن‌ها را به دو نژاد تقسیم کردند: نژاد مریخی‌های سبز صلح طلب و مریخی‌های سفید که همچنان به کشتن علاقه دارند و می‌خواهند جهان را فتح کنند.
و در سری جدید new 52 ضعف جان یک ضعف فلج کننده است و خود جان گفته که مسخره است یکی از قدرتمندترین موجودات زنده باشد و چنین ضعفی داشته باشد.

## ظاهر فیزیکی
جان پوست سبز رنگی دارد، با چشمان قرمز و بدن و سری بی‌مو. اغلب اوقات با شنل و چکمه‌های آبی (گاهی بنفش) ظاهر می‌شود. روی جلوی لباسش علامت x نقش بسته‌است.